# Chiesa di Santa Croce (Vacallo)
La chiesa di Santa Croce è un edificio religioso neoclassico sorto al posto di una preesistente struttura barocca a Vacallo e facenti parte, con la chiesa parrocchiale dei Santi Simone e Giuda Taddeo, della Parrocchia Cattolica di Vacallo.

## Storia

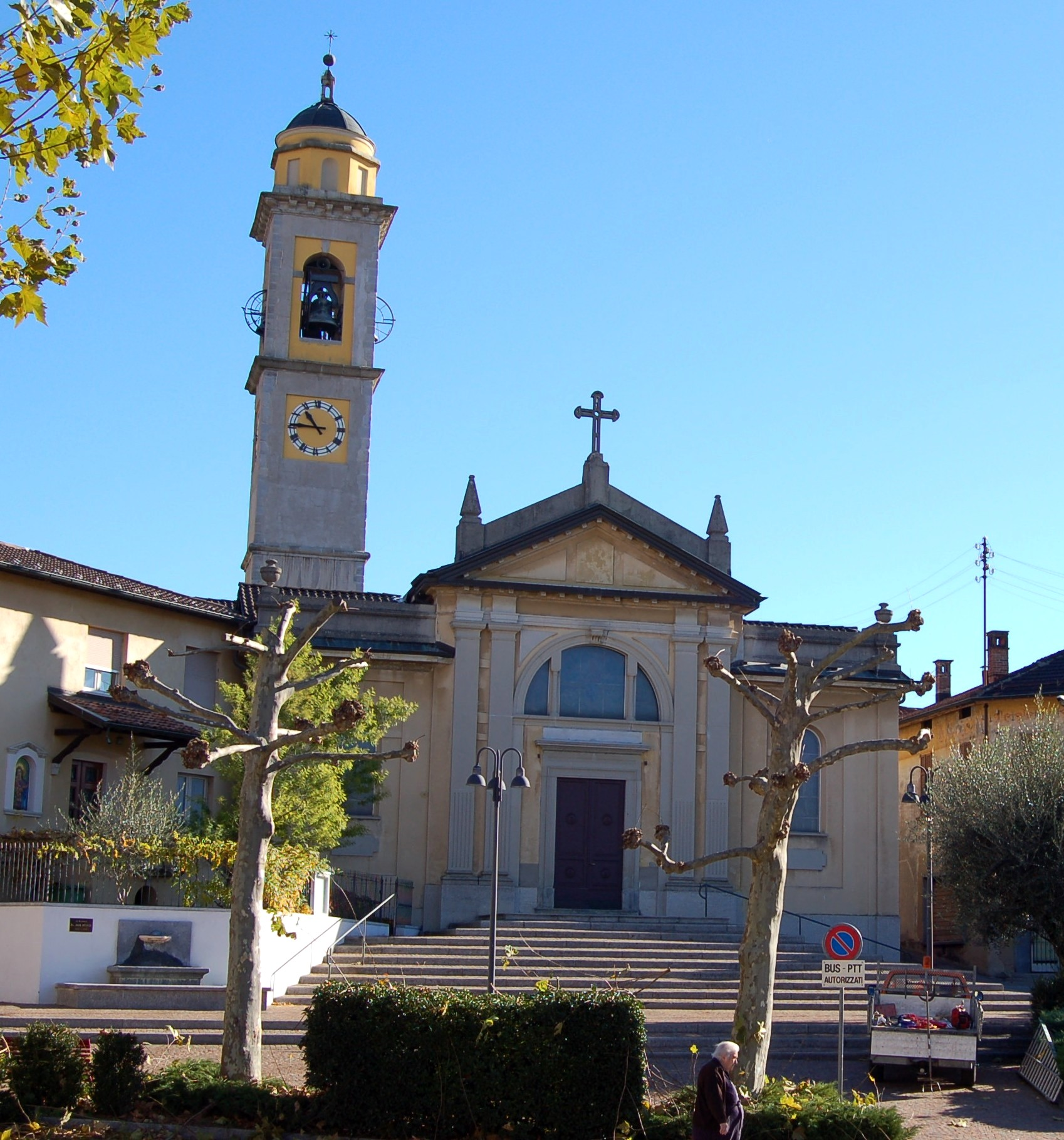
Gli esterni dell'edificio

L'edificio sorse in forma di edicola entro il 1578, quando fu citato per la prima volta. Fra il 1643 e il 1663 fu trasformato secondo il gusto barocco allora in voga ed ampliato. La struttura secentesca, tuttavia, fu rasa al suolo e ricostruita nella seconda metà del XIX secolo: dell'edificio barocco furono conservati solo il campanile, dotato di una cupola e la facciata che dà a sud. La chiesa ottocentesca, progettata da Luigi Fontana, è più ampia della precedente ed è orientata in modo perpendicolare rispetto all'asse originario. Nel 1936 l'edificio fu ulteriormente modificato: furono aggiunte le navatelle e fu modificata la facciata, inquadrata da due coppie di lesene binate e da un timpano. Dal 1946 al 1947 fu costruita, su un progetto di Giacomo Alberti, la canonica che si trova accanto all'edificio, la cui facciata fu decorata nel 1948 con un mosaico di Aurelio Gonzato.